# Sport Club Alcamo 1999-2000
La stagione 1999-2000 dello Sport Club Alcamo è stata la sesta e ultima disputata in Serie A2 femminile.
Sponsorizzata dalla Fuji Electronic, la società trapanese si è classificata al tredicesimo posto in A1 ed è retrocessa in A2.

## Verdetti stagionali
Competizioni nazionali
- Serie A1:

stagione regolare: 13º posto su 14 squadre (6-19).

## Rosa
| Giocatrici |
| ---------- |

| N° | Naz.                   | Ruolo | Sportivo          | Anno | Alt. |  |
| -- | ---------------------- | ----- | ----------------- | ---- | ---- |  |
|    | Lettonia (bandiera)    | AC    | Diāna Skrastiņa   | 1972 | 187  |  |
|    | Italia (bandiera)      | G     | Giovanna Granieri | 1974 | 170  |  |
|    | Italia (bandiera)      | G     | Manuela Diamanti  | 1977 | 182  |  |
|    | Stati Uniti (bandiera) |       | Debbie Sporcich   |      |      |  |
|    | Stati Uniti (bandiera) | A     | Carla McGhee      | 1968 | 188  |  |
|    | Italia (bandiera)      | P     | Roberta Colico    | 1979 | 165  |  |
|    | Italia (bandiera)      | C     | Carmen Iovine     | 1972 | 190  |  |
|    | Italia (bandiera)      | C     | Daniela Grande    | 1966 |      |  |
|    | Stati Uniti (bandiera) | A     | Olympia Scott     | 1976 | 188  |  |
|    | Italia (bandiera)      | PG    | Sara Marcaggi     | 1978 | 173  |  |
|    | Italia (bandiera)      | P     | Susanna Stabile   | 1980 | 178  |  |
|    | Italia (bandiera)      |       | Rosalia Messina   |      |      |  |
|    | Italia (bandiera)      |       | Elena Mancuso     |      |      |  |

| Staff tecnico                                             |
| --------------------------------------------------------- |
| Allenatore: Andrea Petitpierre, dalla 13ª Stefano Ranuzzi |

## Statistiche
| Giocatrice | Gare | Punti | Minuti | Falli | Falli | Tiri da due | Tiri da due | Tiri da due | Tiri da tre | Tiri da tre | Tiri da tre | Tiri liberi | Tiri liberi | Tiri liberi | Rimbalzi | Rimbalzi | Palle | Palle | Assist | Val. |
| Giocatrice | Gare | Punti | Minuti | C     | S     | R           | T           | %           | R           | T           | %           | R           | T           | %           | O        | D        | P     | R     | Assist | Val. |
| ---------- | ---- | ----- | ------ | ----- | ----- | ----------- | ----------- | ----------- | ----------- | ----------- | ----------- | ----------- | ----------- | ----------- | -------- | -------- | ----- | ----- | ------ | ---- |
| Skrastinia | 26   | 397   | 1018   | 73    | 147   | 92          | 218         | 42,2        | 27          | 85          | 31,8        | 132         | 177         | 74,6        | 36       | 88       | 73    | 36    | 7      | 336  |
| Granieri   | 26   | 257   | 812    | 67    | 44    | 62          | 152         | 40,8        | 31          | 92          | 33,7        | 40          | 56          | 71,4        | 8        | 30       | 68    | 44    | 7      | 88   |
| Diamanti   | 26   | 244   | 767    | 64    | 81    | 46          | 105         | 43,8        | 30          | 95          | 31,6        | 62          | 80          | 77,5        | 9        | 44       | 50    | 34    | 7      | 163  |
| Sporcich   | 12   | 161   | 468    | 37    | 49    | 64          | 135         | 47,4        | 0           | 0           |             | 33          | 49          | 67,3        | 31       | 70       | 43    | 26    | 2      | 172  |
| Mcgee      | 8    | 123   | 314    | 18    | 22    | 49          | 110         | 44,5        | 0           | 0           |             | 25          | 35          | 71,4        | 22       | 58       | 28    | 16    | 0      | 124  |
| Colico     | 25   | 86    | 473    | 52    | 21    | 21          | 62          | 33,9        | 8           | 24          | 33,3        | 20          | 30          | 66,7        | 7        | 22       | 36    | 25    | 5      | 11   |
| Iovine     | 16   | 83    | 362    | 56    | 14    | 29          | 69          | 42,0        | 7           | 26          | 26,9        | 4           | 4           | 100,0       | 20       | 45       | 20    | 17    | 1      | 45   |
| Grande     | 25   | 46    | 491    | 47    | 40    | 15          | 50          | 30,0        | 0           | 0           |             | 16          | 26          | 61,5        | 21       | 34       | 34    | 18    | 0      | 33   |
| Scott      | 5    | 32    | 155    | 18    | 8     | 15          | 31          | 48,4        | 0           | 2           | 0,0         | 2           | 2           | 100,0       | 4        | 17       | 13    | 6     | 0      | 18   |
| Marcaggi   | 19   | 29    | 192    | 20    | 9     | 4           | 7           | 57,1        | 7           | 27          | 25,9        | 0           | 4           | 0,0         | 0        | 10       | 7     | 19    | 1      | 14   |
| Stabile    | 15   | 14    | 136    | 19    | 5     | 6           | 23          | 26,1        | 0           | 2           | 0,0         | 2           | 4           | 50,0        | 1        | 6        | 8     | 9     | 2      | -11  |
| Messina    | 4    | 2     | 23     | 1     | 0     | 1           | 4           | 25,0        | 0           | 5           | 0,0         | 0           | 0           |             | 1        | 1        | 2     | 0     | 0      | -7   |
| Mancuso    | 1    | 0     | 14     | 4     | 0     |             | 0           |             | 0           | 0           |             | 0           | 0           |             | 0        | 0        | 1     | 0     | 0      | -5   |